# Rocío Jurado
Pour les articles homonymes, voir Jurado.
María del Rocío Mohedano Jurado, connue sous le nom Rocío Jurado, née le 18 septembre 1943,,,,, à Chipiona en Espagne et morte le 1er juin 2006 à Madrid, est une chanteuse et actrice espagnole, appelée en Espagne la más grande (la plus grande).

## Éléments biographiques

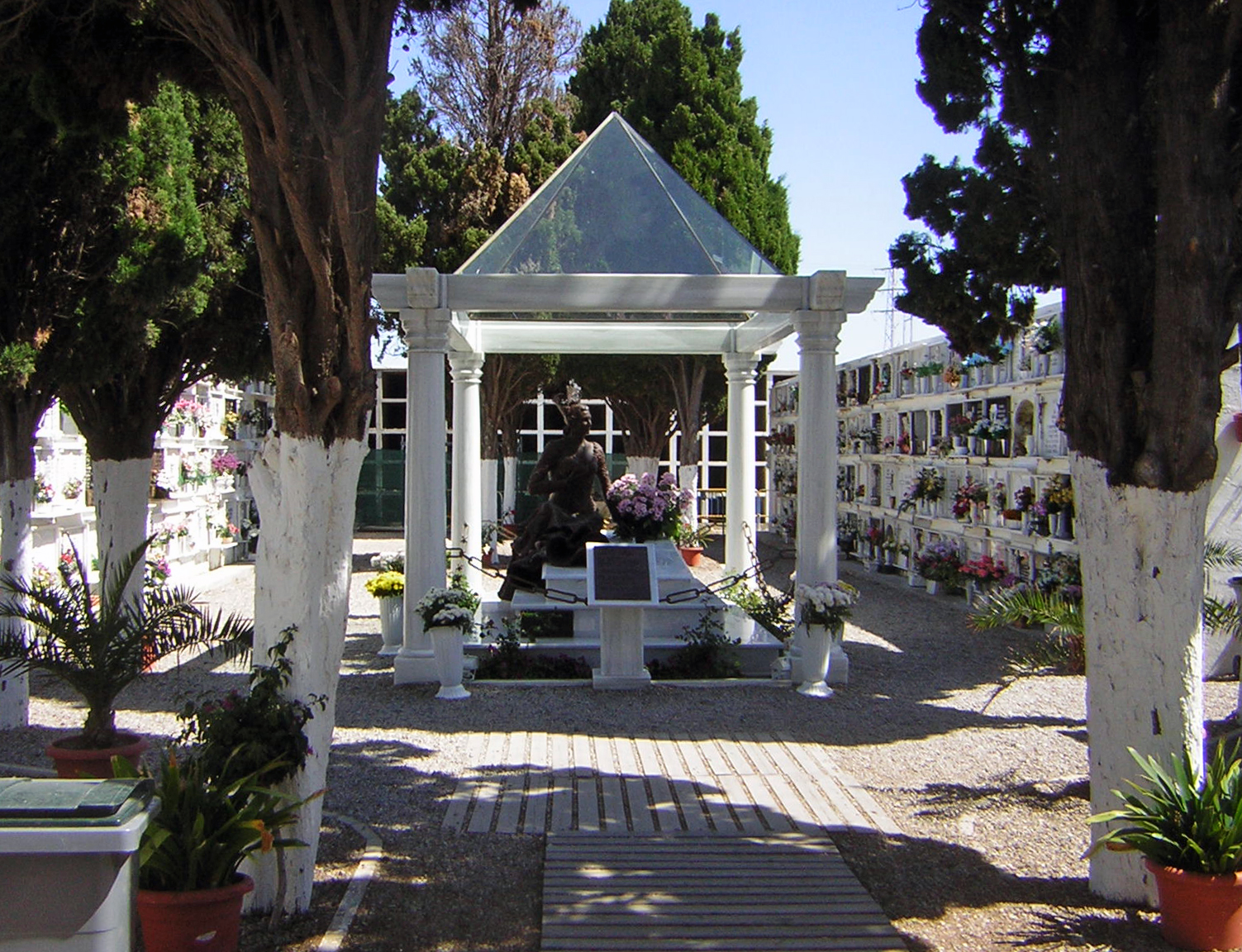
Tombe de Rocío Jurado à Cadix.

Elle naît à Chipiona le 18 septembre 1944 sous le nom de María del Rocío Trinidad Mohedano Jurado au sein d'une famille modeste. Son père, Fernando Mohedano, était cordonnier et chanteur de flamenco à ses heures perdues ; sa mère, Rosario Jurado, était une femme au foyer et une chanteuse amateur de musique espagnole.
Rocío a été la première à substituer la robe typique à froufrous et à pois des tonadilleras[Quoi ?], chanteuses de tonadillas, pour des robes de soirée élégantes et une apparence plus glamour et internationale. Le 21 mai 1976, lorsqu'elle épouse le boxeur Pedro Carrasco García dans le sanctuaire de la Vierge de Regla, elle apparaît vêtue d'une bata de cola[Quoi ?], robe traditionnelle de flamenco à traîne, peigne et volants. Le couple n'a eu qu'une fille, Rocio Carrasco Mohedano (en), plus connue sous le surnom Rociíto. En privé, elle a admis qu'elle n'avait pas eu assez de temps pour se consacrer à son rôle de mère.
Elle se sépare de Pedro Carrasco en juillet 1989.
Après son divorce, elle se marie avec le torero José Ortega Cano dans la propriété de La Yerbabuena le 17 février 1995. Cette année, elle reçoit la Médaille d'or du mérite des beaux-arts par le Ministère de l'Éducation, de la Culture et des Sports.
Fin 1999, le couple adopte deux enfants colombiens, José Fernando y Gloria Camila.
En août 2004, elle doit subir une opération délicate aux États-Unis en raison d'un cancer du pancréas.
Le 1er juin 2006, elle décède dans sa maison de La Moraleja, près de Madrid, des suites d'un cancer du pancréas et est inhumée à Chipiona.

## Carrière artistique
Encouragée par sa victoire à un concours radiophonique en 1959, Rocío se rend à Madrid avec sa mère pour poursuivre une carrière d'artiste. Après l’avoir croisée alors que Rocío était sur le point de reprendre le train pour l'Andalousie, Pastora Imperio l'intègre dans le chœur flamenco de son tablao El Duende.
Elle fait sa première apparition au cinéma en 1962 avec Los guerrilleros, aux côtés de Manolo Escobar. Elle tient également un des rôles principaux dans Proceso a una estrella (1966) et Una chica casi decente (1971). Alors qu'elle vit en Argentine, elle participe à une comédie musicale, La zapatera prodigiosa, d'après l'œuvre de Federico García Lorca. En association avec le compositeur Manuel Alejandro, Rocío Jurado devient une grande figure de la scène musicale latine, en Espagne et en Amérique latine, avec la sortie entre autres succès de Muera el amor et de Señora.
Elle chante aussi pour les films que Carlos Saura consacre à l'univers du flamenco, notamment dans L'Amour sorcier en 1986, issu de l’œuvre de Manuel de Falla.
Son style, mélange de références andalouses, de grandes orchestrations et de touches pop, a plu au public grâce à sa maîtrise de la scène et aux nuances de sa voix, ductile et puissante.
Son prestige est tel qu’aux États-Unis, elle a chanté à la Maison-Blanche en 1985 et les nouvelles de sa mort ont été largement rapportées sur le site de Billboard[réf. souhaitée].

## Discographie
- Rocío, siempre (2006)
- Yerbabuena y nopal (2003)
- La más grande (2001)
- Con mis cinco sentidos (1998)
- Palabra de honor (1994)
- La Lola se va a los puertos (1993)
- Como las alas al viento (1993)
- Sevilla (1991)
- Nueva navidad (1990)
- Rocio de luna blanca (1990)
- Punto de partida (1989)
- Canciones de España (Ineditas) - A mi querido Rafael de León (1988)
- ¿Dónde estás amor? (1987)
- Paloma brava (1985)
- El amor brujo (1985)
- Desde dentro (1983)
- Y sin embargo te quiero (1983)
- Como una ola (1981)
- Canciones de España (1981)
- Ven y sígueme (1981)
- Por derecho (1979)
- Canta a México (1979)
- De ahora en adelante (1978)
- A que no te vas (1976)
- Rocío Jurado (1976)

## Filmographie
- 1993 - "La Lola Se Va A Los Puertos"
- 1980 - "Horas Doradas" (télévision)
- 1976 - "La Querida"
- 1971 - "Una Chica Casi Decente"
- 1969 - "Lola, la Piconera" (télévision)
- 1966 - "En Andalucía Nació El Amor"
- 1966 - "Proceso A Una Estrella"
- 1963 - "Los Guerrilleros"